# زابرجه، ستینیه
زابرجه (به لاتین: Zabrđe) یک منطقهٔ مسکونی در مونته‌نگرو است که در پایتخت سلطنتی قدیمی ستینجی واقع شده‌است. زابرجه ۱۱۹ نفر جمعیت دارد.